# تشيستر جورمان
تشيستر جورمان (بالإنجليزية: Chester Gorman)‏ هو مؤرخ الفن أمريكي، ولد في 11 مارس 1938 في أوكلاند في الولايات المتحدة، وتوفي في 7 يونيو 1981.